# Tomás Tavares
Tomás Franco Tavares (* 7. März 2001 in Lissabon) ist ein portugiesischer Fußballspieler mit kapverdischen Wurzeln. Der rechte Außenverteidiger ist ehemaliger Juniorennationalspieler.

## Karriere

### Vereine
Tavares begann seine fußballerische Laufbahn 2010 bei Benfica Lissabon. Dort durchlief er alle Jugendmannschaften und rückte zur Spielzeit 2019/20 in den Profikader auf. Sein Profidebüt gab Tavares am 17. September 2019 bei der 1:2-Heimniederlage im Champions-League-Spiel gegen RB Leipzig. In der Folge kam er zu so manchen Kurzeinsätzen für die Profimannschaft, wurde jedoch im Sommer 2020 nach Spanien an Deportivo Alavés verliehen. Für Alavés machte er drei Ligaspiele und lief zweimal im Pokal auf und kehrte im Januar 2021 wieder zurück zu Benfica. Einige Tage darauf folgte die nächste Leihe, diesmal an Ligakonkurrent SC Farense. Bei Farense avancierte der Rechtsverteidiger zum Stammspieler und verpasste bis Leihende lediglich drei Spiele in der höchsten portugiesischen Spielklasse. Die Mannschaft stieg schlussendlich in die zweitklassige Segunda Liga ab. Im Sommer 2021 kehrte er nach Lissabon zurück, bevor er sich Ende August auf Leihbasis dem Schweizer Erstligisten FC Basel anschloss. Dort riss er sich kurz vor Saisonende am 8. Mai 2022 im Spiel gegen den FC Lausanne-Sport (0:0) das vordere Kreuzband.
Zur Saison 2022/23 kehrte er daraufhin zunächst zu Benfica zurück, ehe er im Januar 2023 fest nach Russland zu Spartak Moskau wechselte. Dort kam er bis zum Ende der Spielzeit zu 13 Einsätzen in der Premjer-Liga. Im Juni 2023 riss er sich jedoch erneut das Kreuzband, woraufhin er den Großteil der Saison 2023/24 verpasste. Er kam in jener Spielzeit nur dreimal im russischen Oberhaus zum Zug. Im Juli 2024 wurde Tavares im Anschluss an den österreichischen Bundesligisten LASK verliehen. Beim LASK kam er bis zur Winterpause der Saison 2024/25 aber nur dreimal in der Bundesliga zum Zug. Die Leihe wurde daraufhin im Januar 2025 vorzeitig beendet und gleichzeitig auch sein Vertrag in Moskau aufgelöst.
Im Anschluss daran kehrte er nach Portugal zurück und wechselte zu Erstligaaufsteiger AVS Futebol SAD.

### Nationalmannschaft
Tavares kam seit der U17 in Jugendnationalmannschaften des portugiesischen Fußballverbandes zum Einsatz. Mit der U17 spielte er bei der U17-Europameisterschaft 2018 in England, kam mit seiner Mannschaft jedoch nicht über die Gruppenphase hinaus. Für die U19-Nationalmannschaft war er bei der U19-Europameisterschaft 2019 in Armenien im Einsatz und erreichte mit seinem Team das Finale, das mit 0:2 gegen Spanien verloren ging. Mit der U21-Auswahl nahm er an der U21-Europameisterschaft 2021 teil und erreichte das Finale, das die Mannschaft mit 0:1 gegen Deutschland verlor.

## Erfolge
Nationalmannschaft
- Vize-U19-Europameister: 2019
- Vize-U21-Europameister: 2021